# Liste der flächengrößten Gemeinden Deutschlands
Die Liste der flächengrößten Gemeinden Deutschlands stellt die 100 der Fläche nach größten deutschen Gemeinden zusammen.
Die drei flächengrößten Städte in Deutschland sind Berlin, Hamburg und Gardelegen, gefolgt von Möckern, Zerbst/Anhalt, Wittstock/Dosse und Köln. Die flächengrößte Gemeinde ohne Stadtrecht ist Nuthe-Urstromtal. Unter den 100 flächengrößten Gemeinden Deutschlands sind die Länder Brandenburg (30 Gemeinden), Sachsen-Anhalt (24), Niedersachsen (15) und Nordrhein-Westfalen (13) am häufigsten vertreten. Rheinland-Pfalz, das Saarland und Mecklenburg-Vorpommern sind nicht in dieser Liste vertreten. 62 Gemeinden befinden sich in den fünf neuen Ländern. Den Status einer Stadt besitzen 79 Gemeinden (darunter 24 Großstädte), unter den 21 übrigen gibt es zwei Märkte: Oberstdorf und Garmisch-Partenkirchen.
Großstädte (ab 100.000 Einwohnern) werden fett, Gemeinden ohne Stadtrecht kursiv dargestellt.
Die Liste ist durch Klick auf das Symbol spaltenweise sortierbar.
| Rang | Fläche in km² | Gemeinde                 | Status/Kreiszugehörigkeit                          | Land                | Letzte große Veränderung                                                                    |
| ---- | ------------- | ------------------------ | -------------------------------------------------- | ------------------- | ------------------------------------------------------------------------------------------- |
| 1.   | 891,12        | Berlin                   | Kreisfreie Stadt                                   | Berlin              | 1920 von 66 km² auf 878 km²                                                                 |
| 2.   | 755,09        | Hamburg                  | Kreisfreie Stadt                                   | Hamburg             | 1937 von 415 km² auf 745 km²                                                                |
| 3.   | 632,55        | Gardelegen               | Stadt im Altmarkkreis Salzwedel                    | Sachsen-Anhalt      | 2011 (18 Gemeinden hinzu)                                                                   |
| 4.   | 523,95        | Möckern                  | Stadt im Landkreis Jerichower Land                 | Sachsen-Anhalt      | 2009 (11 Gem. hinzu), 2010 (6 Gem. hinzu)                                                   |
| 5.   | 468,03        | Zerbst/Anhalt            | Stadt im Landkreis Anhalt-Bitterfeld               | Sachsen-Anhalt      | 2010 (21 Gem. hinzu)                                                                        |
| 6.   | 420,23        | Wittstock/Dosse          | Stadt im Landkreis Ostprignitz-Ruppin              | Brandenburg         | 2003 (16 Gem. hinzu)                                                                        |
| 7.   | 405,01        | Köln                     | Kreisfreie Stadt                                   | Nordrhein-Westfalen | 1975 von 251 km² auf 430 km²                                                                |
| 8.   | 379,57        | Templin                  | Stadt im Landkreis Uckermark                       | Brandenburg         | 2003                                                                                        |
| 9.   | 360,73        | Schwedt/Oder             | Stadt im Landkreis Uckermark                       | Brandenburg         | 1993–2022 (13 Gemeinden hinzu)                                                              |
| 10.  | 358,96        | Neustadt am Rübenberge   | Stadt in der Region Hannover                       | Niedersachsen       | 1974 (33 Gem. hinzu)                                                                        |
| 11.  | 356,56        | Geestland                | Stadt im Landkreis Cuxhaven                        | Niedersachsen       | 2015 (neu aus Langen und Bederkesa)                                                         |
| 12.  | 352,12        | Jessen (Elster)          | Stadt im Landkreis Wittenberg                      | Sachsen-Anhalt      | 2004 (von 209 auf 307 km²), 2010, 2011 (auf 352 km²)                                        |
| 13.  | 341,31        | Nuthe-Urstromtal         | Gemeinde im Landkreis Teltow-Fläming               | Brandenburg         | 1993 (neu aus 21 Gemeinden)                                                                 |
| 14.  | 334,80        | Walsrode                 | Stadt im Landkreis Heidekreis                      | Niedersachsen       | 1974 (22 Gemeinden hinzu), 2020 von 270 km² auf 334 km² (1 Gemeinde mit 8 Ortsteilen hinzu) |
| 15.  | 328,48        | Dresden                  | Kreisfreie Stadt                                   | Sachsen             | 1999 von 237 km² auf 328 km²                                                                |
| 16.  | 328,22        | Rheinsberg               | Stadt im Landkreis Ostprignitz-Ruppin              | Brandenburg         | 2003 (16 Gemeinden hinzu)                                                                   |
| 17.  | 324,23        | Angermünde               | Stadt im Landkreis Uckermark                       | Brandenburg         | 2003 (20 Gemeinden hinzu)                                                                   |
| 18.  | 317,83        | Bremen                   | Kreisfreie Stadt                                   | Bremen              | 1945 (11 Gem. mit 140 km² hinzu)                                                            |
| 19.  | 310,70        | München                  | Kreisfreie Stadt                                   | Bayern              | 1938 + 1942 (8+2 Gemeinden hinzu)                                                           |
| 20.  | 305,24        | Neuruppin                | Kreisstadt des Landkreises Ostprignitz-Ruppin      | Brandenburg         | 1993 (13 Gemeinden hinzu)                                                                   |
| 21.  | 304,58        | Salzwedel                | Kreisstadt des Altmarkkreises Salzwedel            | Sachsen-Anhalt      | 2010 (10 Gemeinden hinzu)                                                                   |
| 22.  | 303,28        | Münster                  | Kreisfreie Stadt                                   | Nordrhein-Westfalen | 1975 (10 Gemeinden hinzu)                                                                   |
| 23.  | 303,10        | Schmallenberg            | Stadt im Hochsauerlandkreis                        | Nordrhein-Westfalen | 1975 (11 Gemeinden hinzu)                                                                   |
| 24.  | 297,80        | Leipzig                  | Kreisfreie Stadt                                   | Sachsen             | 1999 (9 Gemeinden hinzu)                                                                    |
| 25.  | 295,75        | Coswig (Anhalt)          | Stadt im Landkreis Wittenberg                      | Sachsen-Anhalt      | 2009 (11 Gemeinden hinzu)                                                                   |
| 26.  | 294,83        | Tangerhütte              | Stadt im Landkreis Stendal                         | Sachsen-Anhalt      | 2010 (18 Gemeinden hinzu)                                                                   |
| 27.  | 289,47        | Bismark (Altmark)        | Stadt im Landkreis Stendal                         | Sachsen-Anhalt      | 2010 von 33 km² auf 289 km² (19 Gem. hinzu)                                                 |
| 28.  | 280,71        | Dortmund                 | Kreisfreie Stadt                                   | Nordrhein-Westfalen | 1928 und 1929 (23+9 Gem. hinzu)                                                             |
| 29.  | 278,31        | Klötze                   | Stadt im Altmarkkreis Salzwedel                    | Sachsen-Anhalt      | 2010 (11 Gemeinden hinzu)                                                                   |
| 30.  | 275,52        | Bad Berleburg            | Stadt im Kreis Siegen-Wittgenstein                 | Nordrhein-Westfalen | 1975 (21 Gemeinden hinzu)                                                                   |
| 31.  | 272,85        | Kalbe (Milde)            | Stadt im Altmarkkreis Salzwedel                    | Sachsen-Anhalt      | 2009–2011 von 30 km² auf 273 km² (insgesamt 16 Gem. hinzu)                                  |
| 32.  | 271,52        | Oberharz am Brocken      | Stadt im Landkreis Harz                            | Sachsen-Anhalt      | 2010 (neu aus 7 Gemeinden)                                                                  |
| 33.  | 270,41        | Fehrbellin               | Gemeinde im Landkreis Ostprignitz-Ruppin           | Brandenburg         | 2003 (16 Gemeinden hinzu)                                                                   |
| 34.  | 269,93        | Jerichow                 | Stadt im Landkreis Jerichower Land                 | Sachsen-Anhalt      | 2010 (11 Gemeinden hinzu)                                                                   |
| 35.  | 269,91        | Erfurt                   | Kreisfreie Stadt                                   | Thüringen           | 1994 (ca. 18 Gemeinden hinzu)                                                               |
| 36.  | 269,70        | Arendsee (Altmark)       | Stadt im Altmarkkreis Salzwedel                    | Sachsen-Anhalt      | 2010 (12 Gemeinden hinzu)                                                                   |
| 37.  | 268,14        | Nauen                    | Stadt im Landkreis Havelland                       | Brandenburg         | 2003 (11 Gemeinden hinzu)                                                                   |
| 38.  | 268,08        | Stendal                  | Kreisstadt des Landkreises Stendal                 | Sachsen-Anhalt      | 2010 (13 Gemeinden hinzu)                                                                   |
| 39.  | 258,83        | Bielefeld                | Kreisfreie Stadt                                   | Nordrhein-Westfalen | 1973 (22 Gemeinden hinzu)                                                                   |
| 40.  | 254,32        | Nordwestuckermark        | Gemeinde im Landkreis Uckermark                    | Brandenburg         | 2001 (neu aus 10 Gemeinden)                                                                 |
| 41.  | 253,95        | Melle                    | Stadt im Landkreis Osnabrück                       | Niedersachsen       | 1970 + 1972 (übriger Landkreis Melle hinzu)                                                 |
| 42.  | 253,55        | Karstädt                 | Gemeinde im Landkreis Prignitz                     | Brandenburg         | 2001–2003 (12 Gemeinden hinzu)                                                              |
| 43.  | 250,76        | Groß Pankow (Prignitz)   | Gemeinde im Landkreis Prignitz                     | Brandenburg         | 2002 (13 Gemeinden hinzu)                                                                   |
| 44.  | 249,30        | Oebisfelde-Weferlingen   | Stadt im Landkreis Börde                           | Sachsen-Anhalt      | 2010 (neu aus 16 Gemeinden)                                                                 |
| 45.  | 248,31        | Frankfurt am Main        | Kreisfreie Stadt                                   | Hessen              | 1910, 1928 (1972) (siehe Liste)                                                             |
| 46.  | 247,49        | Friesoythe               | Stadt im Landkreis Cloppenburg                     | Niedersachsen       | 1974 (5 Gemeinden hinzu)                                                                    |
| 47.  | 245,43        | Löwenberger Land         | Gemeinde im Landkreis Oberhavel                    | Brandenburg         | 1997 (neu aus 10 Gemeinden)                                                                 |
| 48.  | 244,71        | Dessau-Roßlau            | Kreisfreie Stadt                                   | Sachsen-Anhalt      | 2007 (neu aus Dessau und Roßlau)                                                            |
| 49.  | 242,84        | Lenggries                | Gemeinde im Landkreis Bad Tölz-Wolfratshausen      | Bayern              | 1970 (1 gemeindefreies Gebiet mit ca. 69 km² hinzu)                                         |
| 50.  | 240,41        | Lutherstadt Wittenberg   | Kreisstadt des Landkreises Wittenberg              | Sachsen-Anhalt      | 2008–2010 (6 Gemeinden hinzu)                                                               |
| 51.  | 238,18        | Schorfheide              | Gemeinde im Landkreis Barnim                       | Brandenburg         | 2003 (neu aus 2 Gemeinden)                                                                  |
| 52.  | 237,96        | Amt Neuhaus              | Gemeinde im Landkreis Lüneburg                     | Niedersachsen       | 1993 (neu aus 6 Gemeinden)                                                                  |
| 53.  | 236,38        | Südharz                  | Gemeinde im Landkreis Mansfeld-Südharz             | Sachsen-Anhalt      | 2010 (neu aus 15 Gemeinden)                                                                 |
| 54.  | 236,07        | Bad Belzig               | Kreisstadt des Landkreises Potsdam-Mittelmark      | Brandenburg         | 2002–2003 (neu aus 14 Gem.)                                                                 |
| 55.  | 235,22        | Kemberg                  | Stadt im Landkreis Wittenberg                      | Sachsen-Anhalt      | 2005–2010 (13 Gemeinden hinzu)                                                              |
| 56.  | 234,92        | Schneverdingen           | Stadt im Landkreis Heidekreis                      | Niedersachsen       | 1974 (10 Gemeinden hinzu)                                                                   |
| 57.  | 233,83        | Baruth/Mark              | Stadt im Landkreis Teltow-Fläming                  | Brandenburg         | 1997, 2001 (4 Gem., 5 Gem. hinzu)                                                           |
| 58.  | 232,80        | Duisburg                 | Kreisfreie Stadt                                   | Nordrhein-Westfalen | 1975 (4½ Gemeinden hinzu)                                                                   |
| 59.  | 231,92        | Einbeck                  | Stadt im Landkreis Northeim                        | Niedersachsen       | 2013 (1 Gemeinde mit 65 km² hinzu)                                                          |
| 60.  | 230,74        | Genthin                  | Stadt im Landkreis Jerichower Land                 | Sachsen-Anhalt      | 2009 (3 Gem. mit 120 km² hinzu)                                                             |
| 61.  | 229,91        | Oberstdorf               | Markt im Landkreis Oberallgäu                      | Bayern              | 1972 (2 Gemeinden hinzu)                                                                    |
| 62.  | 229,80        | Osterburg (Altmark)      | Stadt im Landkreis Stendal                         | Sachsen-Anhalt      | 2009 (10 Gemeinden hinzu)                                                                   |
| 63.  | 229,71        | Brandenburg an der Havel | Kreisfreie Stadt                                   | Brandenburg         | 1993 (siehe Liste)                                                                          |
| 64.  | 229,16        | Brilon                   | Stadt im Hochsauerlandkreis                        | Nordrhein-Westfalen | 1975 (14 Gemeinden hinzu)                                                                   |
| 65.  | 226,43        | Hamm                     | Kreisfreie Stadt                                   | Nordrhein-Westfalen | 1975 (5 Gem. mit ca. 85 km² hinzu)                                                          |
| 66.  | 225,83        | Wittingen                | Stadt im Landkreis Gifhorn                         | Niedersachsen       | 1974 (zahlreiche Gem. hinzu)                                                                |
| 67.  | 224,49        | Salzgitter               | Kreisfreie Stadt                                   | Niedersachsen       | 1942 (neu aus 28 Gem.)                                                                      |
| 68.  | 224,28        | Annaburg                 | Stadt im Landkreis Wittenberg                      | Sachsen-Anhalt      | 2011 von 121 km² auf 225 km²                                                                |
| 69.  | 223,06        | Zehdenick                | Stadt im Landkreis Oberhavel                       | Brandenburg         | 2001, 2003 (3+8 Gem. hinzu) (Liste)                                                         |
| 70.  | 221,05        | Chemnitz                 | Kreisfreie Stadt                                   | Sachsen             | 1994–1999 von 130 km² auf 221 km²                                                           |
| 71.  | 220,19        | Wiesenburg/Mark          | Gemeinde im Landkreis Potsdam-Mittelmark           | Brandenburg         | 2001 (neu aus 14 Gemeinden)                                                                 |
| 72.  | 218,50        | Meschede                 | Kreisstadt des Hochsauerlandkreises                | Nordrhein-Westfalen | 1975 (7 Gemeinden hinzu)                                                                    |
| 73.  | 218,24        | Grimma                   | Stadt im Landkreis Leipzig                         | Sachsen             | 2011–2012 ca. 140 km² hinzu (Liste)                                                         |
| 74.  | 217,68        | Boxberg/O.L.             | Gemeinde im Landkreis Görlitz                      | Sachsen             | 2007, 2009 (jeweils 1 Gem.hinzu)                                                            |
| 75.  | 217,41        | Düsseldorf               | Kreisfreie Stadt                                   | Nordrhein-Westfalen | 1975, 1980 (Geschichte) (Liste)                                                             |
| 76.  | 217,38        | Boitzenburger Land       | Gemeinde im Landkreis Uckermark                    | Brandenburg         | 2001 (neu aus 10 Gemeinden)                                                                 |
| 77.  | 216,21        | Grafenwöhr               | Stadt im Landkreis Neustadt a.d.Waldnaab           | Bayern              | 1978 (gemeindefreies Gebiet hinzu)                                                          |
| 78.  | 215,04        | Schenkendöbern           | Gemeinde im Landkreis Spree-Neiße                  | Brandenburg         | 2003 (neu aus 6 Gemeinden)                                                                  |
| 79.  | 214,19        | Lübeck                   | Kreisfreie Stadt                                   | Schleswig-Holstein  | 1935 (17 Gemeinden hinzu)                                                                   |
| 80.  | 213,85        | Fürstenberg/Havel        | Stadt im Landkreis Oberhavel                       | Brandenburg         | 2003 (8 Gemeinden hinzu)                                                                    |
| 81.  | 213,16        | Gumtow                   | Gemeinde im Landkreis Prignitz                     | Brandenburg         | 2002 (15 Gemeinden hinzu)                                                                   |
| 82.  | 212,91        | Osterwieck               | Stadt im Landkreis Harz                            | Sachsen-Anhalt      | 2010 (7 Gem. mit 90 km² hinzu)                                                              |
| 83.  | 212,43        | Treuenbrietzen           | Stadt im Landkreis Potsdam-Mittelmark              | Brandenburg         | 2002, 2003 (10 Gem. hinzu)                                                                  |
| 84.  | 211,94        | Petershagen              | Stadt im Kreis Minden-Lübbecke                     | Nordrhein-Westfalen | 1973 (28 Gem. hinzu) (Gesetz)                                                               |
| 85.  | 211,55        | Märkische Heide          | Gemeinde im Landkreis Dahme-Spreewald              | Brandenburg         | 2003 (neu aus 17 Gemeinden)                                                                 |
| 86.  | 210,34        | Essen                    | Kreisfreie Stadt                                   | Nordrhein-Westfalen | 1929, 1970er (9+2 Gem., 92+21 km² hinzu)                                                    |
| 87.  | 210,16        | Wittmund                 | Kreisstadt des Landkreises Wittmund                | Niedersachsen       | 1972 (11 Gemeinden hinzu)                                                                   |
| 88.  | 209,55        | Kremmen                  | Stadt im Landkreis Oberhavel                       | Brandenburg         | 2001 (6 Gemeinden hinzu)                                                                    |
| 89.  | 208,79        | Haren (Ems)              | Stadt im Landkreis Emsland                         | Niedersachsen       | 1974 (11 Gemeinden hinzu)                                                                   |
| 90.  | 207,66        | Sangerhausen             | Kreisstadt des Landkreises Mansfeld-Südharz        | Sachsen-Anhalt      | 2005–2008 (14 Gem. hinzu)                                                                   |
| 91.  | 207,64        | Heiligengrabe            | Gemeinde im Landkreis Ostprignitz-Ruppin           | Brandenburg         | 2003, 2004 (13 Gemeinden hinzu)                                                             |
| 92.  | 207,44        | Luckau                   | Stadt im Landkreis Dahme-Spreewald                 | Brandenburg         | 1997–2003 (17 Gem. hinzu)                                                                   |
| 93.  | 207,33        | Stuttgart                | Stadtkreis                                         | Baden-Württemberg   | 1933, 1937, 1942 (104 km² hinzu)                                                            |
| 94.  | 205,77        | Niedergörsdorf           | Gemeinde im Landkreis Teltow-Fläming               | Brandenburg         | 1997 (13 Gemeinden hinzu)                                                                   |
| 95.  | 205,66        | Garmisch-Partenkirchen   | Markt, Kreishauptort des gleichnamigen Landkreises | Bayern              | 1935 (neu aus 2 Märkten)                                                                    |
| 96.  | 204,61        | Wolfsburg                | Kreisfreie Stadt                                   | Niedersachsen       | 1972 (20 Gemeinden hinzu)                                                                   |
| 97.  | 204,30        | Hannover                 | Stadt der Region Hannover                          | Niedersachsen       | 1974 (7 Gem. und Teile von 3 Gem. hinzu) (Geschichte)                                       |
| 98.  | 203,87        | Wiesbaden                | Kreisfreie Stadt                                   | Hessen              | 1977 (6 Gemeinden mit 40 km² hinzu)                                                         |
| 99.  | 203,77        | Soltau                   | Stadt im Landkreis Heidekreis                      | Niedersachsen       | 1974 (16 Gemeinden hinzu)                                                                   |
| 100. | 202,32        | Spremberg                | Stadt im Landkreis Spree-Neiße                     | Brandenburg         | 1998–2016 (8 Gemeinden hinzu)                                                               |

1. ↑  Die letzte Spalte enthält einen Hinweis auf die Veränderung, mit der sich die Fläche maßgeblich dem heutigen Stand angenähert hat. Es wird nicht unterschieden zwischen Stadt und Gemeinde ohne Stadtrecht, auch nicht zwischen Eingemeindung und formaler Neugründung unter altem Namen.

## Sonstiges
Die nach Fläche größte Gemeinde in Rheinland-Pfalz ist Kaiserslautern mit 139,70 km², im Saarland Saarbrücken mit 167,52 km² und in Mecklenburg-Vorpommern Feldberger Seenlandschaft mit 201,15 km².